# Głuszyna (Opole)
Pour les articles homonymes, voir Głuszyna.
Głuszyna est une localité polonaise de la gmina et du powiat de Namysłów en voïvodie d'Opole.